# Lepidochitona (Lepidochitona) monterosatoi
Lepidochitona (Lepidochitona) monterosatoi is een keverslakkensoort uit de familie van de Lepidochitonidae. De wetenschappelijke naam van de soort is voor het eerst geldig gepubliceerd in 1981 door Kaas & Van Belle.